# مقاطعة أمباني

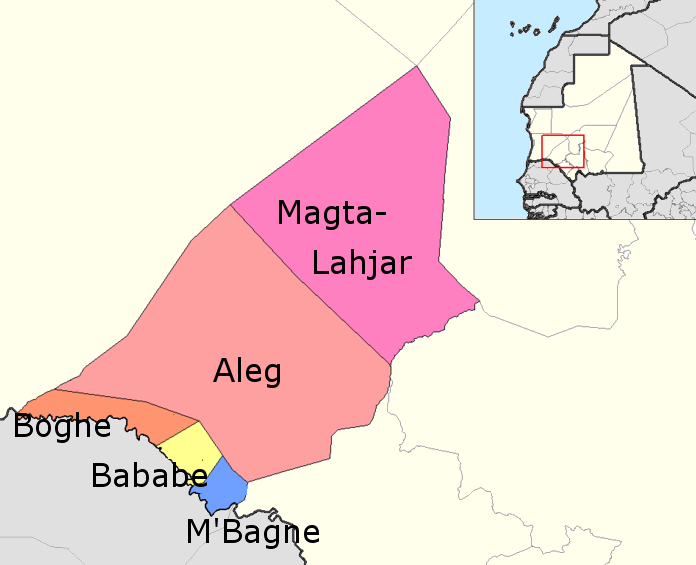
موقع القسم

مقاطعة أمباني هي واحدة من خمس مقاطعات ولاية براكنة في موريتانيا.

## قائمة البلديات في المقاطعة
ولديها أربع بلديات كبيرة
- امباني
- انيابينا
- باكودين.
- ادباي الحجاج .